# 회색붓털쥐
회색붓털쥐(Lophuromys cinereus)는 쥐과 붓털쥐속에 속하는 설치류이다. 콩고민주공화국에서만 발견된다. 자연 서식지는 아열대 또는 열대 기후 지역의 습지와 습윤 산지림, 고지대 초원이다. 서식지 감소로 위협을 받고 있다.

## 특징
꼬리 길이 65~74mm를 제외한 몸길이가 110~129mm인 작은 설치류다. 발 길이는 20~24.5mm이고 귀 길이는 17~20.5mm, 몸무게는 최대 56g이다. 털은 거칠고 얼룩덜룩하다. 등 쪽은 회색-갈색빛을 띠는 반면에 배 쪽은 연한 회색 또는 회색-갈색빛이다.

## 생태
땅 위에서 주로 생활하는 육상성 동물이다. 먹이는 절지동물과 연체동물, 식물 등이다. 6마리의 새끼를 밴 암컷이 포획된 적이 있다.

## 분포 및 서식지
콩고 민주 공화국 중동부 키부호 근처의 카후지-비에카 국립공원 주변 지역에서만 알려져 있다. 해발 2,275m와 2,350m 사이의 하게니아 아비시니카(Hagenia abyssinica)와 코츠야 아프리카나(Kotschya africana)가 우점종인 산악 습지와 개간지에서 서식한다.